# Аута
Аута — річка в Білорусі у Глибоцькому й Міорському районах Вітебської області. Права притока річки Дісни (басейн Балтійського моря).

## Опис
Довжина річки 47 км, похил річки 1,5 %, площа басейну водозбору 461 км², середньорічний стік 3,6 м³/с. Формується притоками та безіменними струмками.

## Розташування
Бере початок з озера Падаута. Тече переважно на північний схід через озеро Горецьке й на південно-західній стороні від міста Дісна на відстані 3 км впадає в річку Дісну, ліву притоку річки Західної Двіни.
Населені пункти вздовж берегової смуги: Зелений Лог, Чорневичі, Вугольники, Амбросенкі, Кухаронки.
У басейні річки є озера: Кочанове, Гинькове, Заозерці, Глубочне, Мале Язно, Велике Язно.